# Panton Records
Panton Records ili PANTON bila je prvo čehoslovačka, a zatim i češka diskografska kuća osnovana 1968. godine sa sjedištem u Pragu. Snimala je i prodavala uglavnom češke skladbe klasične glazbe i češku zabavnu glazbu.
U Čehoslovačkoj bila je jedna od tri najveće diskografske kuće, zajedno sa Supraphonom i OPUS Records.
Radila je do sredine 1990-ih, a sada njezin glazbeni katalog pripada Supraphonu.

## Vanjske poveznice
- Panton  Arhivirana inačica izvorne stranice od 9. siječnja 2016. (Wayback Machine) na Češkom glazbenom rječniku osoba i institucija (češ.)